# Polycentropus tuberculatus
Polycentropus tuberculatus är en nattsländeart som beskrevs av Oliver S. Flint Jr. 1983. Polycentropus tuberculatus ingår i släktet Polycentropus och familjen fångstnätnattsländor. Inga underarter finns listade i Catalogue of Life.